# Krętość kanałów porowych
Krętość kanałów porowych (ang. tortuosity, tortuosity factor) – stosowany w hydrodynamice podziemnej parametr skalarny opisujący własność kanałów porowych.

## Definicja
Zgodnie z definicją podaną w 1937 roku przez P.C. Carmana krętość kanału porowego definiuje się jako kwadrat stosunku prostoliniowo mierzonej odległości między początkiem i końcem kanału porowego {\displaystyle L} a długością tego kanału mierzoną w jego osi {\displaystyle L_{e}{:}}
{\displaystyle \tau \;{\stackrel {\mathrm {df} }{=}}\;\left({\frac {L}{L_{e}}}\right)^{2}.}
W odniesieniu do całego ośrodka porowatego za krętość ośrodka porowatego przyjmuje się uśrednioną wartość krętości poszczególnych kanałów rozumianą w ten sposób, że {\displaystyle L} wyraża odległość między oddalonymi od siebie równoległymi brzegami ośrodka porowatego a {\displaystyle L_{e}} średnią wartość długości kanałów porowych mierzonych w ich osiach.
W takim sensie lokalna wartość krętości ośrodka porowatego wyraża kwadrat kosinusa kąta między uśrednionym kierunkiem przepływu a lokalnym kierunkiem linii prądu pokrywającej się z osią kanału porowego.

## Własności
Z podanej wyżej definicji wynikają następujące własności krętości jako parametru fizycznego:
- krętość kanałów porowych jest zawsze nieujemna i mieści się w przedziale [0; 1],
- krętość ośrodka porowatego jest w ogólnym przypadku zmienna i zależy od położenia,
- krętość pojedynczego kanału prostoliniowego wynosi 1,
- krętość jest parametrem bezwymiarowym.

Mimo iż krętość jest w zasadzie parametrem skalarnym, istnieją uogólnienia podanych tu definicji pozwalające na traktowanie krętości ośrodka porowatego jako pola tensorowego drugiego rzędu.